# DS-Malterre

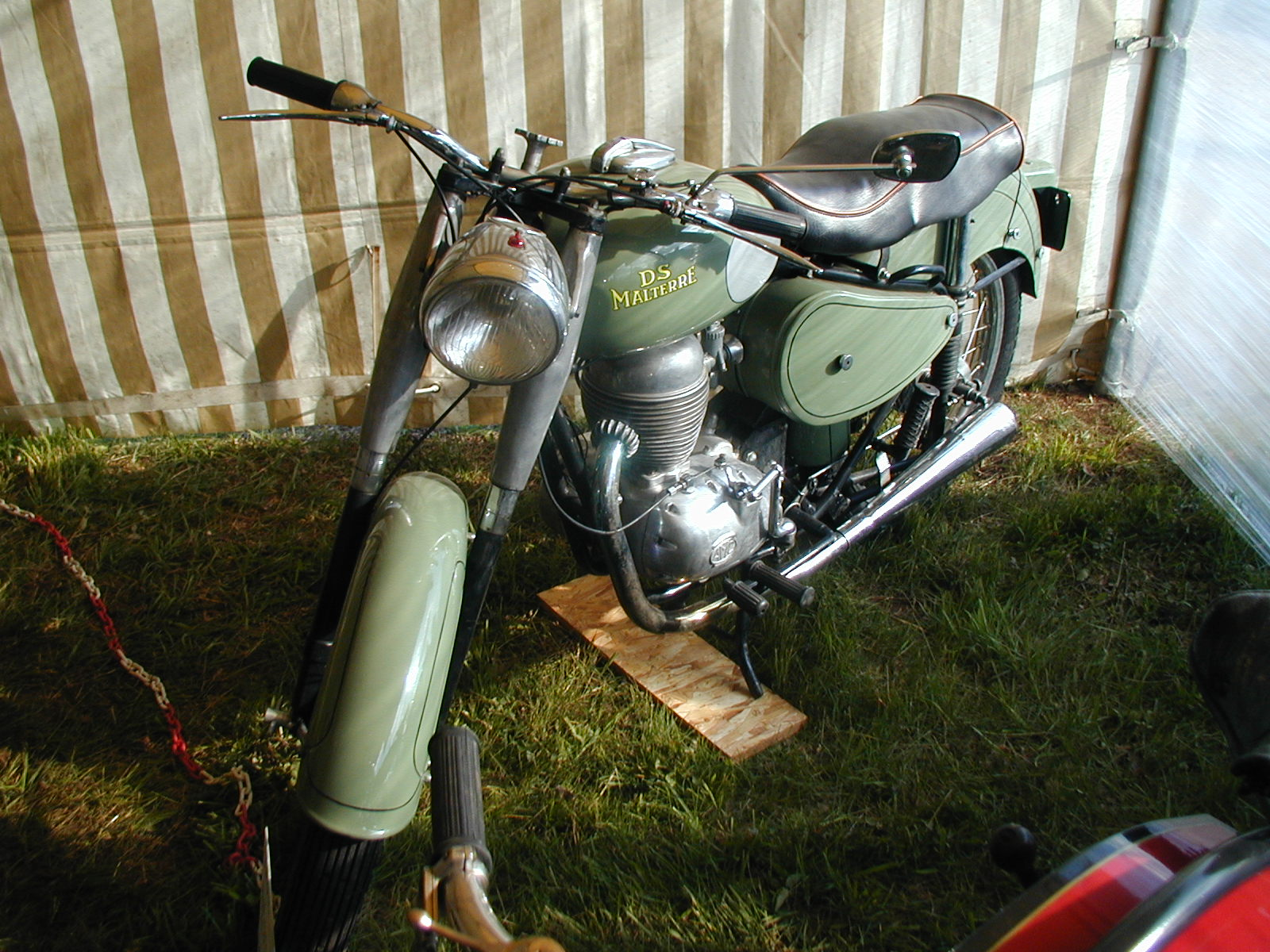
De DS-Malterre 175 M9 Sport uit 1954.

DS-Malterre is een Frans historisch merk van motorfietsen.
De bedrijfsnaam was: DS-Malterre Deblades & Sigrand, later Ets. Malterre en Ets. Malterre Frères, Paris (1920-1958).
DS-Malterre produceerde al van 1920 niet bijzonder moderne 496cc-eencilinder zijkleppers. Pas na 1945 werden moderne 123- tot 247cc-tweetakten met Ydral-motoren en 124- tot 248cc-kopkleppers met Franse AMC-inbouwmotoren gemaakt.